# Downset.
I downset. sono un gruppo musicale rap metal statunitense, formatosi a Los Angeles nel 1989.
Il gruppo unisce elementi vocali e strumentali hip hop, hardcore punk, funk e metal, ed è stato preso in considerazione da alcuni critici per il fatto di proporre testi "socialmente consapevoli". Nonostante la mancata popolarità in ambito mainstream, il gruppo è stato annoverato tra gli ispiratori dei generi nu metal e rap metal, di cui sono considerati anche precursori.

## Storia del gruppo

### Formazione e prime pubblicazioni (1989–1993)
Il gruppo si formò alla fine degli anni ottanta, e si chiamava in origine Social Justice. Nei primi anni di carriera proposero sonorità hardcore punk. Nel 1989 pubblicarono il loro primo album in studio Unity Is Strength, e nel 1992 l'EP I Refuse to Lose con una formazione diversa. Il gruppo fu uno dei primi all'epoca a proporre canzoni hardcore con elementi funk e hip hop.
Nel 1992 i Social Justice cambiarono nome in Downset, e un anno dopo pubblicarono il demo Our Suffocation. Il disco, che nel testo affrontava diverse questioni sociali, tra cui l'uccisione del padre del cantante Rey Oropeza da parte di agenti della LAPD, ricevette elogi dalla critica. Durante questa fase di carriera, il gruppo passò dall'hardcore degli esordi a sonorità  rap metal e funk metal.

### Mercury Records,downset.eDo We Speak A Dead Language?(1994–1998)
Nel 1994 i Downset firmarono un contratto per l'etichetta discografica Mercury Records, sussidiaria di Polygram Records, e nello stesso anno pubblicarono per conto di quest'ultima il loro omonimo album d'esordio. In quel periodo acquisirono notorietà anche in Europa, grazie a tour a fianco dei colleghi Biohazard e Dog Eat Dog, seguiti alcuni mesi dopo da esibizioni con Pantera e The Almighty. Nei primi mesi del 1995 i Downset intrapresero altri tour in Europa, in qualità di interpreti principali, ed apparvero anche in importanti manifestazioni rock del vecchio continente, come Roskilde e Dynamo. Nel 1996 il gruppo pubblicò il secondo album in studio Do We Speak A Dead Language?, per conto dell'etichetta Mercury.

### Anni successivi,Check Your PeopleeUniversal(1998–2009)
Dopo aver abbandonato la Mercury Records, i Downset furono notati dall'etichetta Epitaph Records, per cui pubblicarono nel 2000 il loro terzo album in studio, Check Your People. Nel 2004 il gruppo pubblicò il seguito Universal, per l'etichetta indipendente Hawino Records. Il gruppo si sciolse temporaneamente nel 2009.

### Riformazione eOne Blood(2013–2014)
Nel 2013 i Downset si sono riformati, e il 21 luglio dell'anno successivo hanno pubblicato a livello internazionale il loro quinto album in studio, One Blood.

### Firma per Nuclear Blast eMaintain(2022)
Dopo essere rimasti inattivi per molti anni, i Downset hanno annunciato a febbraio del 2022 di aver firmato per la Nuclear Blast Records, e di aver annunciato la preparazione di un nuovo album di inediti e la riedizione dei singoli "Anger/Ritual" e "About Ta Blast". Il 29 aprile dello stesso anno il gruppo ha annunciato la pubblicazione del nuovo album Maintain, per il 10 giugno, e ha fatto uscire il singolo "The Place To Be". Il nuovo disco, nella prima settimana di uscita, ha venduto più di 200 copie.

## Formazione

### Formazione attuale
- Rey Oropeza - voce (1992-2009 - presente)
- Ares Schwager - chitarra (1992-presente)
- James Morris - basso (1992-2003 - presente)
- Chris Hamilton - batteria (1999-2003 - presente)

### Ex componenti
- Don Ward - chitarra
- Rogelio Lozano - chitarra (1992-1994 - 1999-2002 - 2013)
- Andrew Klein - chitarra
- Neil Roemer - voce (2013)
- Rico Villasenor - basso (2003-2005)
- JD Manhart - (2013)
- Christopher Lee - batteria (1992-1999 - 2003-2005 - 2013)

## Discografia

### Album in studio
- 1994 - downset.
- 1996 - Do We Speak a Dead Language?
- 2000 - Check Your People
- 2004 - Universal
- 2014 - One Blood
- 2022 - Maintain

### EP e singoli
- 1989 - Unity is Strength
- 1989 - I Refuse to Lose
- 1994 - Our Suffocation
- 1995 - Live at Foundation's Forum
- 1995 - Downset EP
- 1995 - Generation of hope (with Shootyz Groove)
- 1996 - No More Freedom in a Cage EP
- 1997 - Eyes Shut Tight EP
- 1999 - Split with Mindbug 7
- 2000 - Code Blue Coma
- 2013 - Forgotten